# おすぎとピーコ
おすぎとピーコとは昭和時代から令和時代初めまで活躍したおすぎとピーコの一卵性双生児の兄弟で日本のオネェ系タレント兼評論家。名付け親は永六輔。おすピーと略される。デビューは1975年。

## メンバー
- おすぎ - （1945年〈昭和20年〉1月18日 - ） 映画評論家。弟の方。
- ピーコ - （1945年〈昭和20年〉1月18日 - 2024年〈令和6年〉9月3日）  服飾評論家。眼鏡をかけた兄の方。

## 出演
それぞれ単独での出演は「おすぎ#出演」「ピーコ#出演」を参照。

### テレビ
- ザ･びっくりショー（関西テレビ、1979年7月 - 1980年3月）
- 三波伸介の凸凹大学校（テレビ東京、 - 1982年）
- ルックルックこんにちは（日本テレビ）
- 2時のホント（フジテレビ、1999年4月 - 2000年3月）：月末最終金曜日『おすぎとピーコのシネマサロン』コーナー
- ジャスト（TBS、2000年4月 - 2005年3月）：月末最終金曜日『おすぎとピーコのシネマサロン』コーナー
- おすぎとピーコの本ビニエンス（テレビ朝日、2000年4月 - 2001年3月）
- BACK-UP!（フジテレビ、2001年4月 - 2002年8月）
- SMAP×SMAP（関西テレビ・フジテレビ、1996年 - 2011年頃） - 不定期ゲスト
- ハッピーボーイズ!（2002年4月10日 - 9月18日、フジテレビ）
  - ハッピーボーイズアワー爆笑おすピー問題!（2002年10月23日 - 2004年9月）
  - 爆笑おすピー大問題!!（2004年10月13日 - 2005年3月30日）
- おすピー&ロンブーの起きなさいよッ!!（2005年4月3日 - 2006年9月24日、フジテレビ）
- おすぎとピーコの金持ちA様×貧乏B様（2002年10月1日 - 2004年9月29日、日本テレビ系）
  - 金のA様×銀のA様（2005年4月28日 - 2006年6月22日）
- 森田一義アワー 笑っていいとも!（フジテレビ、2000年10月 - 2011年3月、フジテレビ） - 水曜日[注釈 1] ※ピーコは2000年10月から（木（隔）→木→金）、おすぎは2000年10月から（火（隔）→火→金→木）それぞれ単独出演していた。
  - 笑っていいとも!増刊号
- おすピーのシネバラ!（2011年4月 - 2012年3月、チャンネルNECO）※「おすぎのシネバラ!」の後継番組。
- アサデス。（KBCテレビ、2011年10月 - 2020年） - おすぎ：レギュラー、ピーコ：不定期出演

特別番組
- ものまね王座決定戦（フジテレビ、1973年 - 1989年） - 審査員 ※単独で出演することもあった。
- ザ・ベストテン（1984年2月16日、TBS） - 司会代理
- おすぎとピーコの本ばんですよ!（テレビ朝日、2002年1月5日・4月9日・10月1日・2003年1月3日・3月31日）
- 笑っていいとも!特大号
- 草彅・おすぎとピーコの女子アナスペシャル（2002年1月7日 - 2008年1月14日、フジテレビ）
- 金持ちA様×億億億億年収一億円とお見合いするぞー!スペシャル（2004年9月30日・2005年1月6日）
- 飛び出せ!チェリーズ おすぎとピーコSP（2003年1月2日、フジテレビ）
- 汐留おすピ座（2006年1月21日、日本テレビ）
- ふんづけてやるっ!（2013年4月2日、フジテレビ）

### テレビドラマ
- 月曜劇場 祭が終ったとき（1979年4月 - 8月、テレビ朝日）
- 熱帯夜（1983年9月9日・16日・23日、フジテレビ） - ラジオDJ 役

### ラジオ
- 久米宏の土曜ワイドラジオTOKYO （TBSラジオ、1978年4月 - 1985年3月） - 「おすぎとピーコの週末情報」コーナー
- ハイヤングKYOTO（KBS京都、1981年4月 - 1983年3月） - パーソナリティ
- おすぎとピーコのすみれ修道院（文化放送、2002年10月 - 2005年3月） - 野村邦丸のごきげん!二重丸◎内フロート番組
- おすぎとピーコのシスター☆シスター（KBCラジオ、2015年10月 - 2020年3月28日）

### CM
- トヨタ自動車「アレックス」（2001年、ナレーション）
- アサヒカクテルパートナー（2002年、ナレーション）
- イシダ（2012年、出演）

## 作品

### 著書
- おすぎとピーコのこんなアタシでよかったら（エイプリル出版、1979年）
- おすぎとピーコの 悪口半分 百人分（CBSソニー出版、1979年）
- シネマディクトを撃て!（八曜社、1980年）
- おすぎとピーコのこの映画を見なきゃダメ!!（学研プラス、2005年）

### レコード
- おすぎとピーコザ･パーティー（Sony、1979年） - 35歳の誕生パーティーの実況録音盤